# MGM Grand Las Vegas

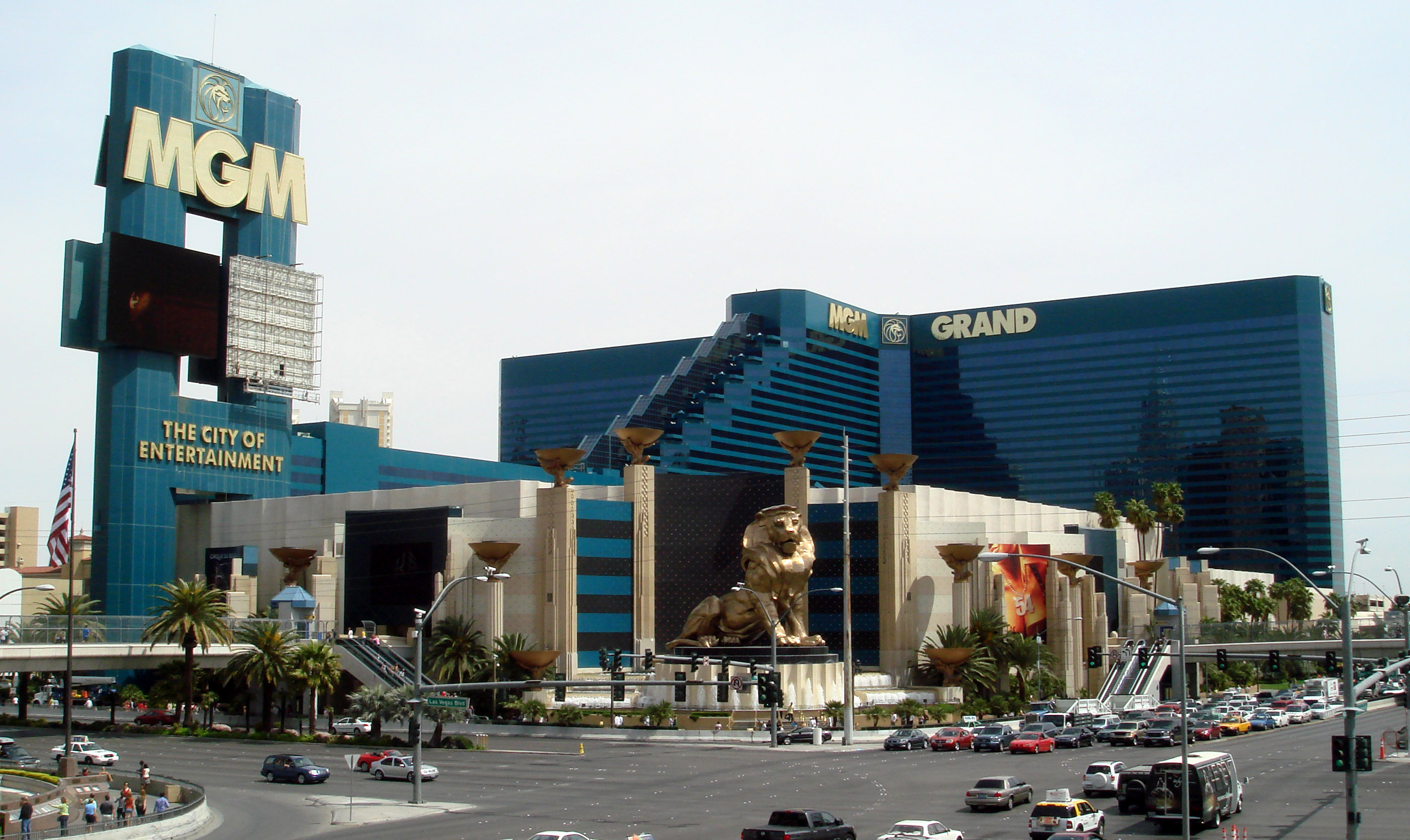
MGM Grand Las Vegas

MGM Grand Hotel är ett hotell och kasino i Las Vegas, Nevada. Det är världens näst största hotell och det största hotellet i Las Vegas. Enbart hotellets kasinoavdelning har en golvyta på 17 000 m².
Hotellet rymmer 5 034 rum fördelat på totalt 30 våningar. Av rummen är det cirka 700 sviter där de största är på 750 m². MGM Grand Inc. byggdes år 1993 till en kostnad av cirka en miljard dollar. MGM Resorts International bygger i dagsläget även två lägenhetshotell som skall bli 145 meter höga.
Utanför hotellet står ett enormt lejon som är MGM:s egens symbol, lejontemat fortsatte även när man gick in på hotellet/kasinot där det fanns en stor glasbur med riktiga lejon i fram till 31 januari 2012. Dessa lejon var bara där några få timmar per dag för att sedan byta med andra lejon.

## I populärkulturen
MGM Grand har medverkat i flera komedifilmer.
- Resorten syns tydligt i The Great White Hype (1996).[2][3][4]
- Wizard of Oz-temat refereras i Swingers (1996); karaktären Trent träffar en servitris vars vän arbetar utklädd som Dorothy Gale på MGM.[5][6]
- Resorten syns också i slutet av Vegas Vacation (1997), som det kasino där familjen Griswold vinner tillbaka sina pengar i ett kenospel.[7]

- MGM syns under finalen av Ready to Rumble (2000).[8][9]
- MGM är ett av tre kasinon som rånas av Danny Ocean och hans gäng i Ocean's Eleven (2001).[10] En iscensatt titelmatch mellan tungviktsmästarna Lennox Lewis och Wladimir Klitschko är också framträdande i filmen.[11][12]

MGM har även gjort framträdanden i TV-program.
- Resorten syns i ett avsnitt från 2001 av CSI: Crime Scene Investigation, med titeln "Table Stakes".[13]
- Den syns även i The Amazing Race 15 (2009)[14][15] och The Amazing Race 24 (2014).[16]
- I Dominion (2014–15) fungerar MGM som hemmaplan för David Whele.[17]